# 愛我別走 (電影)
《愛我別走》（英語：When a Man Loves a Woman）是2000年上映的一部香港電影，由黃家輝執導，黃秋生、吳啟華、馬浚偉、張可頤、吳廷燁主演的動作電影。

## 故事簡介
恬靜的離島上有一間酒吧，老闆娘楓（張可頤飾），中年男子Rock（黃秋生飾）會常常在酒吧溜漣，很多人也知道Rock是愛上了楓，但兩人卻沒有互相表明態度。寶為（馬浚偉飾）一個青年幹探，他和拍檔泉叔保護證人，但卻被殺手Ace（吳啟華飾）殺死證人及泉叔，寶在那時在幫女友JoJo（徐子淇飾）買禮物，所以幫不了泉叔。寶自責不已，誓要把Ace繩之於法為泉叔報仇。其實，警処裏的王警官是兇手，他在追殺寶，正因為這樣，寶只好和JoJo兩人逃往南丫島。不久後，寶在酒吧找到Ace和Rock，兩人在以前曾是拍儅，寶說要把Ace帶到警侷，就在僵持不下之際，王警官突然帶人來滅掉所有人...

## 演員
| 演员   | 角色   | 粵語配音 | 备注                 |
| 黃秋生 | Rock   | 黃秋生   | 中年男子             |
| 吳啟華 | Ace    | 吳啟華   | 殺手                 |
| 馬浚偉 | 寶     | 馬浚偉   | 青年幹探，泉叔的手下 |
| 張可頤 | 楓     | 陸惠玲   | 酒吧老闆娘           |
| 徐子淇 | Jojo   |          | 寶的女友             |
| 林琪欣 | Mike   |          | Ace的拍檔            |
| 陳建穎 | Ray    |          |                      |
| 吳廷燁 | 王警官 | 吳廷燁   | 警官                 |
| 張同祖 | 泉叔   | 葉振聲   | 幹探                 |

## 外部連結
- 香港影庫上《愛我別走》的資料（繁體中文）
- 豆瓣电影上《愛我別走》的資料 （简体中文）